# New Delhi (stacja kolejowa)
New Delhi (hindi: नई दिल्ली रेलवे स्टेशन) – główna stacja kolejowa w Delhi, w Indiach. Dworzec New Delhi jest drugim najbardziej ruchliwych i jednym z największych w Indiach. Obsługuje ponad 300 pociągów dziennie i 360 000 pasażerów codziennie.. Stacja znajduje się około dwóch kilometrów na północ od Connaught Place, w centrum Delhi.
Większość pociągów w kierunku wschodnim i północnym pochodzi z tego dworca kolejowego. Jednak niektóre ważne pociągi do innych części kraju również pochodzą z tej stacji.